# Boha
 (août 2024).
La mise en forme du texte ne suit pas les recommandations de Wikipédia : il faut le « wikifier ».
Les points d'amélioration suivants sont les cas les plus fréquents. Le détail des points à revoir est peut-être précisé sur la page de discussion.
- Les titres sont pré-formatés par le logiciel. Ils ne sont ni en capitales, ni en gras.
- Le texte ne doit pas être écrit en capitales (les noms de famille non plus), ni en gras, ni en italique, ni en « petit »…
- Le gras n'est utilisé que pour surligner le titre de l'article dans l'introduction, une seule fois.
- L'italique est rarement utilisé : mots en langue étrangère, titres d'œuvres, noms de bateaux, etc.
- Les citations ne sont pas en italique mais en corps de texte normal. Elles sont entourées par des guillemets français : « et ».
- Les listes à puces sont à éviter, des paragraphes rédigés étant largement préférés. Les tableaux sont à réserver à la présentation de données structurées (résultats, etc.).
- Les appels de note de bas de page (petits chiffres en exposant, introduits par l'outil «  Source ») sont à placer entre la fin de phrase et le point final[comme ça].
- Les liens internes (vers d'autres articles de Wikipédia) sont à choisir avec parcimonie. Créez des liens vers des articles approfondissant le sujet. Les termes génériques sans rapport avec le sujet sont à éviter, ainsi que les répétitions de liens vers un même terme.
- Les liens externes sont à placer uniquement dans une section « Liens externes », à la fin de l'article. Ces liens sont à choisir avec parcimonie suivant les règles définies. Si un lien sert de source à l'article, son insertion dans le texte est à faire par les notes de bas de page.
- La présentation des références doit suivre les conventions bibliographiques. Il est recommandé d'utiliser les modèles {{Ouvrage}}, {{Chapitre}}, {{Article}}, {{Lien web}} et/ou {{Bibliographie}}. Le mode d'édition visuel peut mettre en forme automatiquement les références.
- Insérer une infobox (cadre d'informations à droite) n'est pas obligatoire pour parachever la mise en page.

Pour une aide détaillée, merci de consulter Aide:Wikification.
Si vous pensez que ces points ont été résolus, vous pouvez retirer ce bandeau et améliorer la mise en forme d'un autre article.
La boha (prononcer "bou-hò") ou cornemuse des landes de Gascogne est un instrument de musique à vent utilisé dans la musique gasconne. C'est une cornemuse de type monoxyle à anches simples. Elle a une petite poche et possède une partie mélodique et un seul bourdon à 2 tons contenus dans une pièce en bois de buis ou de fruitier recelant deux perces parallèles, appelée pihet (mot gascon de même racine que "pifre" signifiant "fifre").
Le nom "boha" vient du verbe bohar qui en gascon signifie souffler ; les sonneurs de boha sont appelés bohaires.
La boha était autrefois sonnée sur une aire comprenant une partie des actuels départements des Landes, de la Gironde, de Lot-et-Garonne et du Gers.
À la fin du XIXe siècle, Félix Arnaudin recueillit quelques témoignages de "sonneurs routiniers" de bohas et consacra à cette dernière une partie du premier tome de son œuvre des "Chants populaires de la Grande Lande" (1912).
Au début du XXe siècle, la boha fut peu à peu délaissée au profit d'autres instruments plus modernes tel l'accordéon : il y avait encore quelque trente bohaires dans les années 1920. Il existe un inventaire d'une soixantaine de musiciens "historiques" recensés aux XIXe et XXe siècles.
Justin alias "Jeanty" Benquet, né à Pindères, est considéré comme étant l'un des derniers bohaires de "tradition populaire". Il mourut en 1957.
Dans les années 1970, des musiciens retrouvèrent une quinzaine de bohas anciennes, parfois incomplètes et des facteurs s'en inspirèrent pour fabriquer de nouveaux instruments nommés "Boha, cornemuse de Gascogne". Ils s'adaptèrent à la demande des musiciens actuels (choix d'un tempérament compatible, ajout de trous de jeu, triple perce, bohas de registres graves etc) 
L'association Bohaires de Gasconha fut créée en 1993 ; elle a pour objet de développer la pratique de la boha ainsi que de ses évolutions et de promouvoir la culture qui l'entoure. On dénombre aujourd'hui plus de 500 bohaires.
Dans les années 2010, l'ensemble des 19 bohas historiques connues à ce jour a été étudié dans le cadre d'un projet de cette association. Les résultats de cette opération font l'objet d'un musée virtuel. Il comprend des diaporamas, des plans, des modèles 3D téléchargeables. Il dispose d'un laboratoire virtuel permettant  de manipuler et de comparer les instruments anciens.

## Facture
La boha est constituée de 4 parties essentielles :
- La poche : généralement en peau de chèvre, de mouton, voire d'agneau.
- Le porte-vent : contenant en général une valve (d'autres systèmes existent ou sont en expérimentation) pour empêcher le retour de l'air.
- Le pihet : comprenant deux tuyaux, un pour la mélodie et un pour le bourdon. Le tuyau mélodique est percé de 7 ou 8 trous selon l'époque ; le tuyau du bourdon est percé d'un trou et prolongé par une rallonge amovible appelée  brunidèr.
- Le brunider : pièce de bois prolongeant le tuyau du bourdon et qui permet s'il est mis ou enlevé de modifier la note du tuyau semi-mélodique.
- Sur les modèles anciens on trouve de petits outils en acier destiné à l'ajout de la cire pour corriger les notes obtenues.

Le premier modèle présenté en photo est une boha historique à cinq trous sur le dessus du pihet, un trou dessous et un trou sur le côté. Ce Bohaussac était présent au concours de 1889 à Saint-Symphorien (33).
Le second modèle plus récent comporte des évolutions notoires (nombre de trous de jeu, tonalité, etc.).

## Jeu

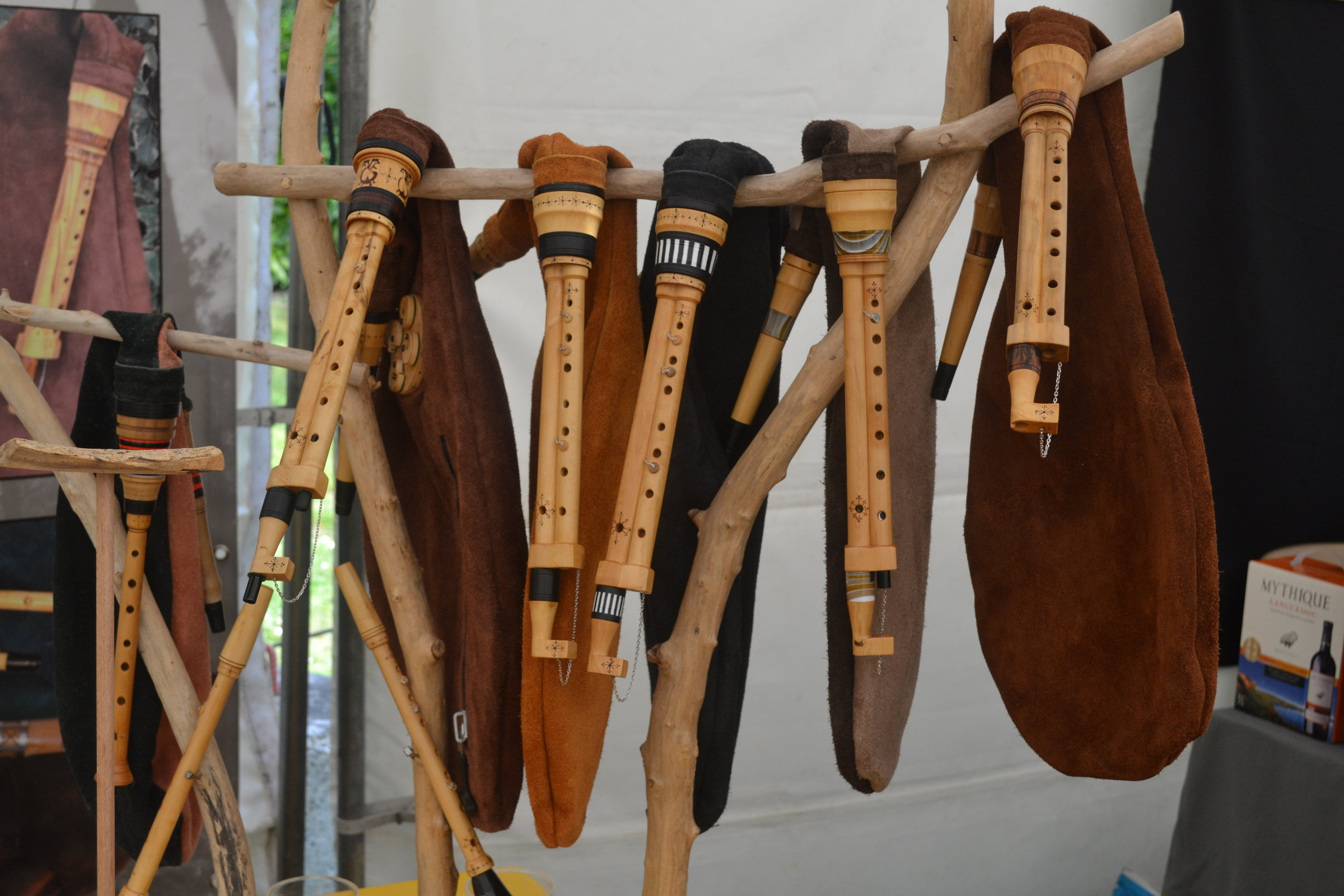
Bohas au salon des luthiers de Trad'envie à Pavie (32)

La boha est généralement associée à une culture de bal gascon et accompagne des danses anciennes comme le rondeau, le congo, ou plus récentes telles la mazurka, la polka, la valse, la scottish…
Si traditionnellement la boha possède des anches simples idioglottes en roseau ou à lamelles rapportées roseau sur support bois ou métal, le choix des lamelles en carbone sur support plexiglas, très récemment utilisé, produit une sonorité assez différente du timbre d'origine. Mais sa véritable particularité vient de son bourdon variable (TSM : Tuyau Semi Mélodique). Le son émis peut être modifié en bouchant ou débouchant le trou de jeu percé dans son tuyau. Pour un pihet "en Sol" par exemple, le TSM sonne un "Sol" si le trou est ouvert et un "Ré" si le trou est fermé et avec le brunidèr, ce qui permet de jouer rythmiquement ou harmoniquement pour accompagner la danse par exemple.
Si on enlève le "brunidèr" de sa patte de fixation, lorsque l'on bouche le trou du TSM la note produite est un "Mi" . On enlève donc de préférence le brunidèr pour sonner des morceaux en mode mineur (sur un pihet "en Sol", on sonne en La mineur).
Une des cornemuses ayant un système de bourdon variable similaire est la duda, la cornemuse hongroise.